# 日産・RB26DETT
日産・RB26DETTは、日産自動車が開発・製造していた直列6気筒ガソリンエンジンである。

## 概要
RB26DETTはRBエンジンの一型式であり、総排気量は2,568立方センチメートル (cc)、バルブ数は24バルブで、二基のターボチャージャーで過給される (ツインターボ)。シリンダーブロックは鋳鉄製。乾燥重量は255キログラム (kg) (BNR32型時)。『RB26DETT』という名称は、Response Balance 2600cc DOHC Electronic concentrated engine control system Twin Turboの英字の頭文字をとった言葉である。市販車に搭載されるエンジンとしては珍しい多連スロットルを搭載している。スカイラインGT-R用のエンジンとして開発され、BNR32型において初搭載された。その後もBCNR33型、BNR34型とフルモデルチェンジするも継続的に搭載され、ステージアの特別グレードにも採用されている (後述)。

## 開発経緯
RB26DETTは、開発当時グループA (Gr.A) 車両で戦われていた全日本ツーリングカー選手権 (JTC; JTCCの前身) での勝利を目指し、スカイラインGT-Rのために開発されたエンジンで、レースを戦う上で最も有利な排気量を求めた結果、2.6リットル (L) という排気量となっており、ライバル車種の今後の進化の度合いを詳細に分析し、最高出力を600馬力 (PS) と定めて開発を進めていった。ベンチマークとされたのはフォード・シエラ RS500である。
当初はラインナップに存在したV6のVG系エンジンか直6のRB系の選択肢が存在したが、VGエンジンはターボ化による吸排気系のデザインや問題が存在した為、RB系の採用となった。
完成した量産エンジン試作機のベンチテストでは、目標の300 PSを上回る315 PSであったが、発表時には自主規制により280 PSと公称された。

### ニュルブルクリンクでの開発調整
スカイラインGT-R発売前には、ドイツにある世界一過酷なコースともいわれるニュルブルクリンクへ、フロント廻りをS13シルビアに偽装したテスト車両を持ち込みテストを行っている。開発グループには自信があったものの、当初は油温・水温ともに完全にオーバーヒート状態となり、最終的にタービンブローを喫する。開発を担当したダーク・ショイスマンもかなり難儀した。その後も改良を重ねるものの、このテストによりRB26の質量の重さが原因ともいえる強いアンダーステア傾向が如実に浮き彫りとなる。原因としてフロントヘビーな重量配分とアテーサE-TSの煮詰め不足が起因していると開発陣は考えていた。

## 市販車として中途半端な排気量の理由
自動車税が3 Lと同じになってしまう2.6 Lという、日本の市販乗用車としては中途半端な排気量となった理由は、前述のレースのレギュレーションと深い関係がある。スカイラインGT-Rが参戦を予定していたJTCでは、排気量ごとにクラス分けがされ、そのクラスごとに最低重量とタイヤの最大幅が決まっていた。また、ターボチャージャーなどの過給機を装着しているエンジンの場合、自然吸気エンジンに対するハンディキャップとして、総排気量に過給係数の1.7を掛けた値を参戦車両の排気量として扱っていた。
これにより、上述の理由によりRB系が採用された際、より排気量の小さいRB24をショートストローク化し、排気量2.35 Lに改めターボチャージャーを装着したものを搭載する予定だった (Gr.Aでは4.0 Lクラスに該当)。しかし、同時に採用が予定されていた電子制御トルクスプリット4WDのアテーサE-TSにより、FRであるベース車両に対し100 kgほどの重量増加となることからも、軽量化しても4.0 Lクラスの最低重量 (1,180 kg) をかなり上回ってしまう上、目標にしていた600 PSの出力に、このクラスのタイヤ幅 (10インチ) では対応できないと判断した。そのため一つ上の4.5 Lクラス (最低重量1,260 kg・タイヤ幅11インチ) での参戦を選択。さらに、富士スピードウェイで行われていたインターTECで、1986年にジャガー・XJSが1分35秒615を記録。これにより同レースでのラップタイム目標を1分30秒以下と定めた結果、2.4 Lでは能力不足であることが判明したため、2.6 L化させることとなった。ところが、ピストンへのサイドフォースの関係上、ボアとストロークの拡大を安易に行えなかったため、同機のボアを86.0ミリメートル (mm) に拡大、ストロークを73.7 mmに延長して2.6 L (2,568 ㏄) 化させた。結果、2,568 ㏄という中途半端な排気量となっている。
しかしながら、日本における税制上の不利益を顧みずにGr.Aを勝つことだけにこだわった仕様選定は後に多くのファンを獲得することに繋がった。

## 沿革
- 1989年、R32型スカイラインGT-R専用エンジンとして登場。スペックは280 PS、36.0重量キログラムメートル (kgf·m) 。搭載されたタービンの材質には2種類あり、標準車向けのセラミックと、Gr.A向け（GT-R NISMO用）のメタルがある。
- 1990年、HKSより限定10台のZERO-Rが販売。トミタ夢工場より、Tommykaira-RがR32～R34まで販売された。
  - RB26DETTをNA化し、それをR32型スカイラインGTS-4のシャーシに搭載した車両をオーテックジャパンより発売。
- 1995年、R33型スカイラインGT-Rが発売。スペックは280 PS、37.5 kgf·mを発揮。
- NISMOが開発したコンプリートカー、NISMO 400Rが99台限定で発売。RB26DETTをベースに2.8 Lまで排気量アップされ、400 PSを発生する「RB-X GT2」が搭載されている。販売された台数は44台と予定の半数以下であった。
- 1997年、40周年記念特別車として「スカイラインGT-R オーテックバージョン 40th ANNIVERSARY」が400台限定で発売。
- スカイラインの姉妹車であるステージア (WC34型) の「オーテックバージョン 260RS」に搭載。スカイラインGT-R以外で初めて搭載された。
- 1999年、R34型スカイラインGT-Rが発売。スペックは280 PS、40.0 kgf·m。カムカバーがそれまでの艶消し黒から赤色になったほか、『SKYLINE GT-R』のロゴプレートを装備。BNR34生産終了記念の最終限定車『Nur』には金色のカムカバーを装備。このV-Spec N1にはより耐久性の高いメタルタービンが採用された。
- 2001年8月 RB系 DOHCエンジンの生産ラインを横浜工場 (鶴見) から、以前より日産各ワークスチームのRB26DETTのメンテナンスを担当していた日産工機へ移管。
- 2005年、NISMOの手により20台限定でZ-tune発売。2.8 L (正確には2,771 cc) 化されたRB26DETT Z2改は368 kW (500 PS)、540ニュートンメートル (N·m) (55 kgf·m) を発揮。このエンジンはZ-tune限定仕様のため、単体発売はなく、世界に19台しか存在しない (内訳は市販台数17、保管1、試作1)。

## 特徴
高い強度
レースに勝つという目的も持って製作されたエンジンなので、市販車の平均的な水準を大幅に上回るエンジン強度を持つ。これはシリンダーブロック強度が非常に高いことが一番に挙げられる。具体的にはクランクシャフト軸受け部分をクランクケースとリブで繋いで補強してあり、さらにベアリングキャップは一体式のラダーフレームにして剛性を高めている。このラダーフレームの強化がRB26DETTのブロック強度の要といえる箇所である。各種チューニング雑誌等では、450 PS程度の出力ならば冷却関係と補機類の強化程度で日常的な運用が可能という報告が多数されている。ただしあくまで目安であり、保障の範囲内ではない。もともとGr.Aを勝ち抜くためには600PSが必要という前提から設計されているためノーマルタービン、ノーマルインタークーラーの設定は600PSを見越した仕様となっている。
チューニングの対象として
BNR32型が登場した頃より、自動車を改造するチューニング業界が活性化し、高い素性を持つRB26DETTは自動車メーカー以外の人間の手でも各種開発、調整がされている。マフラー交換やエアクリーナー交換程度のライトチューンで純正比の倍近いパワーを得ることができるため、チューニング業者間での馬力競争が始まり、代表例としてトップシークレットがGT3037Sツインターボ仕様で1,000 PSオーバー、ヴェイルサイドがGT3540ツインターボ仕様で1,460 PSを発生させたことがある。
他車種への流用
その素性の高さとRBエンジン搭載車の多さ故、エンジンスワップにおいては人気の高いエンジンの一つである。同じRB系のエンジンを搭載しているローレルやセフィーロ（A31型）、クルーサルーンはもとより、シルビアやフェアレディZといった、RB系エンジンではないFRレイアウトの日産車全般や、他メーカーの車に移植されたケースも存在している。
また、エンジン本体を移植するまでいかなくとも、様々なパーツをRB20DET/RB25DET、SR20DE/DETへ流用することができる (以下例)。
- カム…シム形式をアウターシムからインナーシムへ変更するだけで、ハイカムとして扱える。
- スロットル…サージタンク・パイピングを交換する事により、多連スロットル化が可能になる。
- その他ピストン・コンロッド・オイルポンプ・ウォーターポンプ 、燃料ポンプ、エアフローセンサーなどがほぼ無加工で流用可能。

欠点
多くの長所を持つRB26DETTであるが、一方で欠点も存在する。その代表格が過大な重量と大きさ（長さ）であり、GT-Rはフロントヘビーが弱点として真っ先に挙げられる事となった。これは直列6気筒エンジン特有のものと、強度確保とコスト削減のためアルミ製ブロックではなく鋳鉄ブロックが採用されたことが大きい。全日本GT選手権（JGTC）参戦末期にはこの問題は特に顕著になり、特にコーナーの立ち上がりの際にライバル車に離されるという場面が多数見られた。また重量増による燃費の悪化にも繋がっている。
他に有名なケースとしてはオイル管理関係の問題も挙げられる (以下例)。
- ブローバイの通路とオイル戻しの通路が共通な上に細い為、ヘッドに上がったオイルがオイルパンになかなか落ちていかない。
- ダイレクトイグニッション採用によるスペース確保のために採用されたセパレート式ヘッドカバーは容量が不足している。そのためブローバイのガス圧が非常に高く、それに伴いガスの流速も速いのでエンジンオイルの消費量が多くなる。エンジンを良好な状態に保つためには、最低でも約2,000キロメートル走行でのオイル交換が望ましい。

また、バルブシートの剛性が不足しているためバルブシートにバルブが陥没してしまうというトラブルも弱点の一つである。これはハイカムや強化バルブスプリングを組む際に発生しやすいとされる。これらのトラブルを避けるために、各種チューニングパーツ業界から多数のアフターパーツが発売されている。
なお、Gr.A用エンジンとして開発された経緯もあってか、国産のターボエンジンとしては屈指の高回転型であり、レッドゾーンはBNR32で7,500 rpm、BCNR33およびBNR34で8,000 rpmとなっている。このため、他の2.5 Lクラスのエンジンと比べて低回転域のトルクが細く、しばしば比較対象となる2JZ-GTEよりも使いにくい面がある。チューニング時にはこの問題点を解決するために、排気量を2.7 Lや2.8 L、大きいものでは3.1 Lまで拡大したり、HKSからは後付けの可変バルブタイミング機能となるVCAMシステムキットも発売されている。

## レース活動
サーキットへ
1990年3月17日、前年まで参戦していたR31型 スカイラインGTS-Rに替わり、RB26DETTを搭載した2台のR32型 スカイラインGT-RがJTC第1戦・西日本サーキット (後のMINEサーキット) に登場した。この日の予選では、カルソニックスカイラインとリーボックスカイラインとが、それまでグループA最強を誇っていたフォード・シエラに大差をつけ、フロントロウを独占し、ポールポジションをカルソニックスカイラインに乗り込む星野一義/鈴木利男組が獲得する。翌3月18日の決勝では、スタートと同時に2台のスカイラインGT-Rが同クラス (ディビジョン1) の他のマシンを、別クラスであるかのように突き放し、カルソニックスカイライン以外の車両は全て周回遅れという離れ業で優勝を遂げるという、この上ないスタート切る。その後、破竹の勢いで1990年シーズンを戦い、カルソニックスカイラインがシリーズチャンピオンを獲得し、1戦だけリタイアしたリーボックスカイラインがシリーズ2位を獲得した。もはや、スカイラインGT-RのライバルはスカイラインGT-Rのみという状態となり、事実上のワンメイクレースとなっていく。
その他の国内選手権に関しては、Gr.Aレギュレーションのレースだけでなく、N1耐久シリーズ (現・スーパー耐久) という改造範囲がかなり狭いレースにも参戦した。ここでもほぼ敵無しの状態であったが、筑波12時間ではブレーキトラブルによって優勝争いから脱落し、シビックが優勝するということもあった。また海外レースなどにも進出し、スパ・フランコルシャン24時間やニュルブルクリンク24時間、マカオギアレース、デイトナ24時間、バサースト1000 kmなどで活躍した。
ただし、圧倒的な大差での勝利を得る中で弱点も露呈してくる。1つ目はRB26DETTが発生させる600 PSもの出力によってトランスミッションにかなりの負荷がかかり、ミッショントラブルの発生の危険性があったこと。そしてレギュレーション上、ブレーキ冷却ダクトの断面積をむやみに拡大できない事に加え、RB26DETTが持つ過大な重量によりブレーキの制動力不足が顕著となり、ブレーキフェードする可能性が高まることであった。後者のトラブルについて、後に日産はより大型のブレンボ製ブレーキキャリパーを装着したV-spec N1を発売することで対策している。

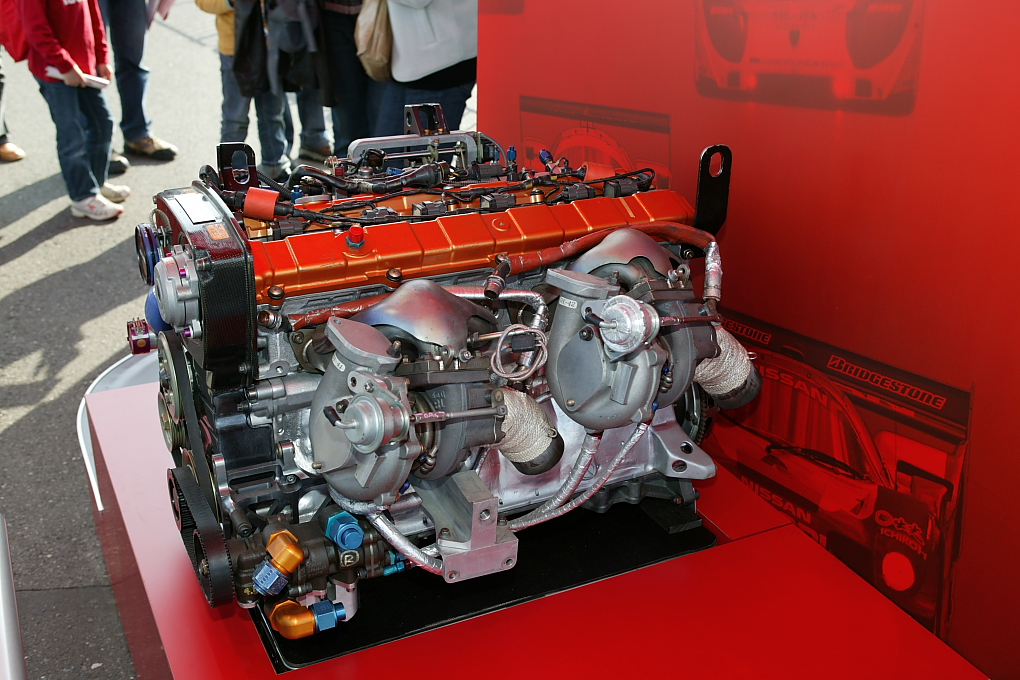
2002年 JGTC用 FR仕様

JTC後

JTCは1993年限りで終了し、スカイラインGT-Rは1994年から始まった全日本GT選手権 (JGTC, 現在のSuper GT) に参戦するようになる。当初はGr.A仕様をワイドフェンダー化し、エアリストリクターを装着し、450 PSに出力が下げられ参戦していた。その後は、レギュレーション上の理由により、FRが有利と判断してFRに改造して参戦するようになる。
1995年にはル・マン24時間レースにNISMO GT-R LM (R33型改)として2台出場した。Gr.AとGr.Nをベースとしたマシンが登場し、前者は650 PS、後者は450 PS程度の出力を発揮していたが、直列6気筒や前述の鋳鉄ブロックであることによる重量バランスの悪さや、マシンその物の空力や剛性と言った絶対的な性能が劣っていたこともあり、当時のGT1クラスを席巻していたマクラーレン・F1には全く歯が立たず、本戦でもGr.Aベース車はリタイア、Gr.Nベース車はなんとか完走したもののクラス下のホンダ・NSXにさえ負ける有様であった。この状況やチーム運営に当時のドライバーだった星野一義が激怒したということもあり、日産はレース専用車両のR390GT1を開発することになった。その際にもRB26はエンジンとして有力候補の一つであったが、シャシ部材として防火壁へ取り付ける面積、車両全体のヨーモーメント、単体重量とそれに伴うシャシ設計、これらにおいて鋳鉄ブロックの直列6気筒は不利である理由から最終的に外された。
その後もGT仕様のスカイラインGT-Rは前後の重量バランスに苦しみながらも、徹底的なエンジンの低重心化を進め、初期の頃とその搭載位置に大きな差がある。しかし、2000年以降はJGTCにおいて成績不振が続き、RB26のアルミブロック化なども検討されるが採用されることはなく、最終的にBNR34型の生産終了に伴い、RB26DETT型エンジンでのJGTC参戦は2002年のシーズン途中で終了した。後継エンジンには、フェアレディZや後継スカイラインに採用されていたV型6気筒のVQエンジンの3 Lターボ仕様が採用され、VQ型に換装したスカイラインGT-Rで2003年まで参戦を継続した。